# Johannes Baptist Metzler
Johannes Baptist August Sebastian Metzler SJ (* 11. April 1883 in Wöllstein; † 8. September 1946 in München) war ein deutscher Jesuit und Kirchenhistoriker.

## Leben
Er studierte Geisteswissenschaften und Philosophie in Exaten (1904–1907) und Theologie (1911–1915) in Valkenburg aan de Geul mit einem Lehrintervall in Kopenhagen. Das Tertiat (1916–1917) absolvierte er in Exaten, und er studierte an der Universität Bonn. Er wurde dem Bonner Schriftstellerhaus (1920–1928) zugeteilt und war von 1928 bis zu seinem Tod Archivar der oberdeutschen Provinz in München, wo er im Krankenhaus Barmherzige Brüder verstarb.

## Schriften (Auswahl)
- Die apostolischen Vikariate des Nordens. Ihre Entstehung, ihre Entwicklung und ihre Verwalter. Ein Beitrag zur Geschichte der nordischen Missionen. Paderborn 1919.
- Niels Steensen. En stor naturforsker og biskop. En kort livsbillede. København 1928, OCLC 29101041.
- P. Johannes Arnoldi S. J. Blutzeuge der norddeutschen Diaspora 1596–1631. Ein historisches Zeitbild. Paderborn 1931, OCLC 64958295.
- Der heilige Kirchenlehrer Petrus Canisius. Düsseldorf 1931, OCLC 901631430. nbn-resolving.org